# Amelda Brown
Amelda Brown (* 1954 in London, England) ist eine britische Schauspielerin. Bekannt ist sie für ihre Rollen in Harry Potter und der Halbblutprinz, Sherlock Holmes und V wie Vendetta.

## Werdegang
1980 schloss sie eine Ausbildung an der Schauspielschule Royal Academy of Dramatic Art erfolgreich ab. Anschließend wurde sie bekannt wurde für ihre Auftritte in Fringe-Theatern.
Sie spielte Hauptrollen in den Premieren von Caryl Churchills Fen (1983) und A Mouthful of Bird (1986), sowie in den Wiederaufführungen von Caryl Churchills Light Shining in Buckinghamshire im Royal National Theatre (1996) und Heart's Desire im Orange Tree Theatre (2016). Andere Theaterrollen waren unter anderem Lady Macbeth für das Royal National Theatre auf deren Amerikatour 1989 von Macbeth, Maudlin in Thomas Middletons A Chaste Maid in Cheapside am Globe Theatre im Jahr 1997 und Gibb in der Weltpremiere 2014 von Tim Crouchs Adler and Gibb im Royal Court theatre.
2009 spielte sie Mrs.Cole in Harry Potter und der Halbblutprinz. Andere Filmrollen waren Fanny in Little Dorrit (1987) und kleinere Rollen wie Hoffnung in Hope and Glory (1987) und der Besucher in Sister My Sister (1994). Für das Fernsehen spielte sie unter anderem in Sherlock Holmes, Inspector Morse, The Bill, Holby City und Doctors.

## Filmografie
Quelle: Internet Movie Database
- 1984: Sherlock Holmes (The Adventures of Sherlock Holmes; Fernsehserie, 1 Folge)
- 1985: Biddy
- 1985: Christmas Present
- 1987: Hope and Glory
- 1987: Klein Dorrit
- 1988: The Rainbow (Fernsehserie)
- 1989: Spirit
- 1990: Capital (Fernsehserie)
- 1990–2010: The BIll (Fernsehserie)
- 1991: Shrinks (Fernsehserie)
- 1992: Dakota Road
- 1992: Screen One (Fernsehserie)
- 1992: Good Looks (Kurzfilm)
- 1993: Medics (Fernsehserie)
- 1993: Peak Practice (Fernsehserie)
- 1993: Lovejoy (Fernsehserie)
- 1993–2013: Casualty (Fernsehserie)
- 1994: A Touch of Frost (Fernsehserie)
- 1994: Der Aufpasser (Minder; Fernsehserie, 1 Folge)
- 1994: Sister My Sister
- 1994: Chandler & Co (Fernsehserie)
- 1995: Soldier Soldier (Fernsehserie)
- 1995: Class Act (Fernsehserie)
- 1995: Inspektor Fowler – Härter als die Polizei erlaubt (The Thin Blue Line; Fernsehserie, 1 Folge)
- 1995–1996: Grange Hill (Fernsehserie)
- 1995–1997: Backup (Fernsehserie)
- 1996: Pie in the Sky (Fernsehserie)
- 1999: Playing the Field (Fernsehserie)
- 1999: Holby City (Fernsehserie)
- 2000: Das zehnte Königreich (The 10th Kingdom; Fernsehserie)
- 2000: Blood
- 2001–2015: Doctors (Fernsehserie)
- 2002: The Quest (Fernsehserie)
- 2004: The Second Quest (Fernsehfilm)
- 2004: The Final Quest (Fernsehfilm)
- 2005: Derailed (Fernsehfilm)
- 2005: Bleak House (Fernsehfilm)
- 2005: Hex (Fernsehfilm)
- 2005: V wie Vendetta (V for Vendetta)
- 2007: Agatha Christie’s Marple (Fernsehserie)
- 2007: Outlaw
- 2007: Man Broken (Kurzfilm)
- 2008: Ashes to Ashes – Zurück in die 80er (Fernsehserie)
- 2008: The Fixer (Fernsehserie)
- 2008: New Tricks – Die Krimispezialisten (New Tricks; Fernsehserie, 1 Folge)
- 2008: Spooks – Im Visier des MI5 (Spooks; Fernsehserie, 1 Folge)
- 2009: Harry Potter und der Halbblutprinz (Harry Potter and the Half-Blood Prince)
- 2011: Waking the Dead – Im Auftrag der Toten (Waking the Dead; Fernsehserie, 2 Folgen)
- 2011: Doctor Who: The Adventure Games: The Gunpowder Plot (Computerspiel)
- 2012: Call the Midwife – Ruf des Lebens (Fernsehserie)
- 2012: All Men’s Dead (Kurzfilm)
- 2014: Love in the Post
- 2016: The Nightmare Worlds of H. G. Wells (Fernsehserie)
- 2016: Ellen (Fernsehfilm)
- 2016: Monochrome
- 2019: Fleabag (Fernsehserie)
- 2019: The Dumping Ground (Fernsehserie)

## Synchronsprecher
Quelle: Deutsche Synchronkartei
| Synchronsprecher     | Film/Serie                          | Rolle        |
| -------------------- | ----------------------------------- | ------------ |
| Susanna Bonaséwicz   | Klein Dorrit                        | Fanny Dorrit |
| Christin Marquitan   | Agatha Christie’s Marple            | Barrett      |
| Isabella Grothe      | Ashes to Ashes – Zurück in die 80er | Elaine Bonds |
| Marina Köhler        | Harry Potter und der Halbblutprinz  | Mrs. Cole    |
| Therese Dürrenberger | Call the Midwife – Ruf des Lebens   | Mrs. Fraser  |

## Theaterrollen (Auswahl)
Amelda Brown spielte unter anderem in folgenden Theaterstücken mit:
- 1989: Macbeth, Royal National Theatre
- 1994: Beautiful Thing, Donmar & Tour / Duke Of Yorks
- 1997: A chaste maid in cheapside, Shakespeare's Globe Theatre
- 1999: Meat, Plymouth Theatre Royal
- 2002: The Clearing, mehrere Theater
- 2003: Abigail's Party, Whitehall Theatre
- 2004: Gone to Earth, mehrere Theater
- 2004: A special Relationship, York Theatre Royal
- 2005: Hamlet, Haymarket Basingstoke
- 2011: Seance on a Sunday Afternoon, Lakeside Nottingham
- 2014: Adler & Gibb, Royal Court Theatre[14]
- 2016: First Light, Chichester Festival Theatre[15]
- 2016: Blue Heart, Orange Tree Theatre[16]
- 2019: Trap Street, Schaubühne Berlin[17]
- 2019: There is a light that never goes out, Machester Royal Exchange